# تیلی (آرکانزاس)
تیلی (به انگلیسی: Tilly) یک منطقهٔ مسکونی در ایالات متحده آمریکا است که در شهرستان پوپ، آرکانزاس واقع شده‌است. تیلی ۵۹۳٫۱۵ متر بالاتر از سطح دریا واقع شده‌است.